# Jüdischer Friedhof (Protivín)
Koordinaten: 49° 12′ 8,4″ N, 14° 13′ 52,4″ O

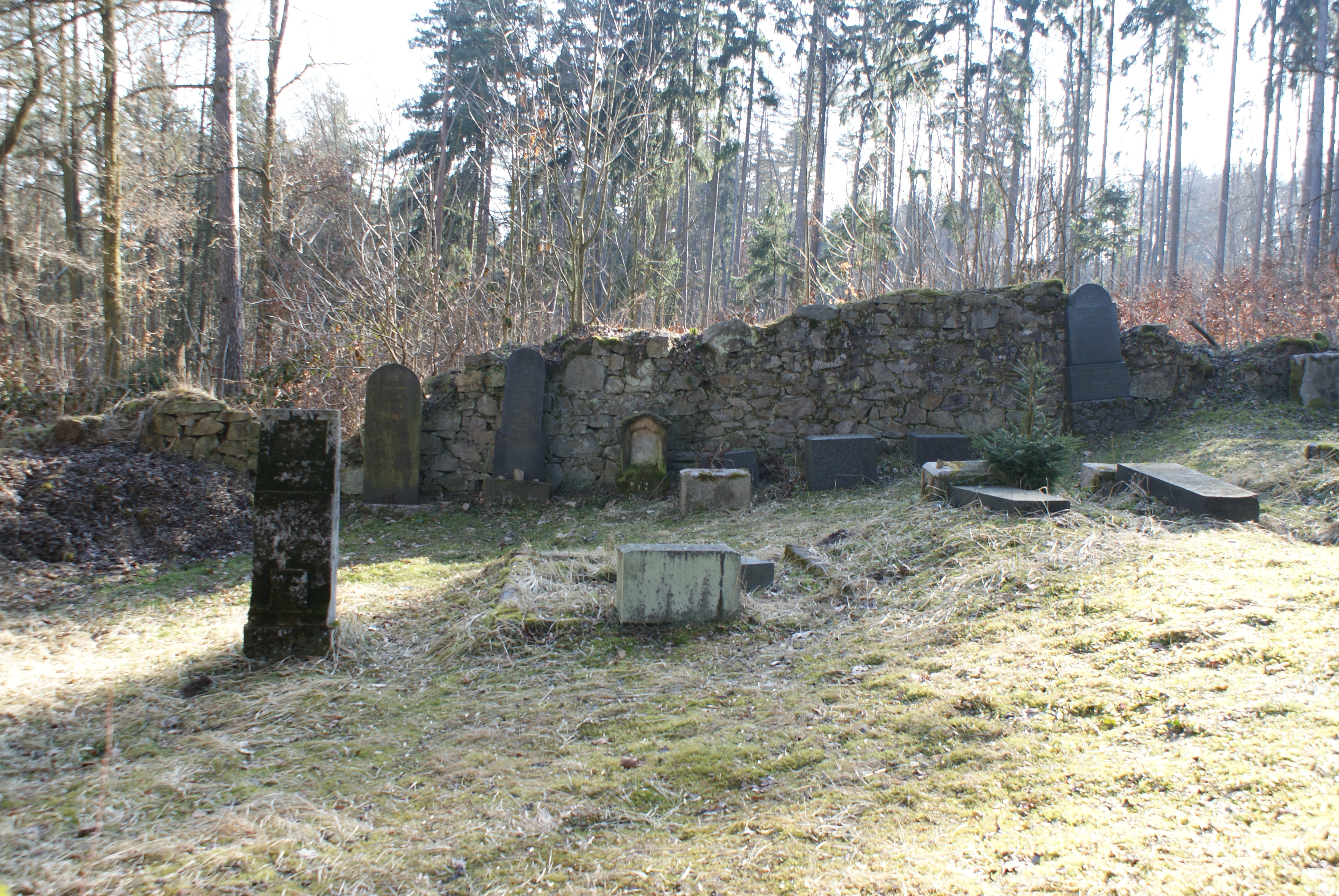
Jüdischer Friedhof in Protivín

Der Jüdische Friedhof in Protivín (deutsch Protiwin), einer tschechischen Stadt im Okres Písek der Südböhmischen Region, wurde 1878 angelegt. Auf dem 716 Quadratmeter großen jüdischem Friedhof nordöstlich des Ortes sind nur noch wenige Grabsteine  vorhanden, die meistens zerbrochen sind.